# 耶里夏丽

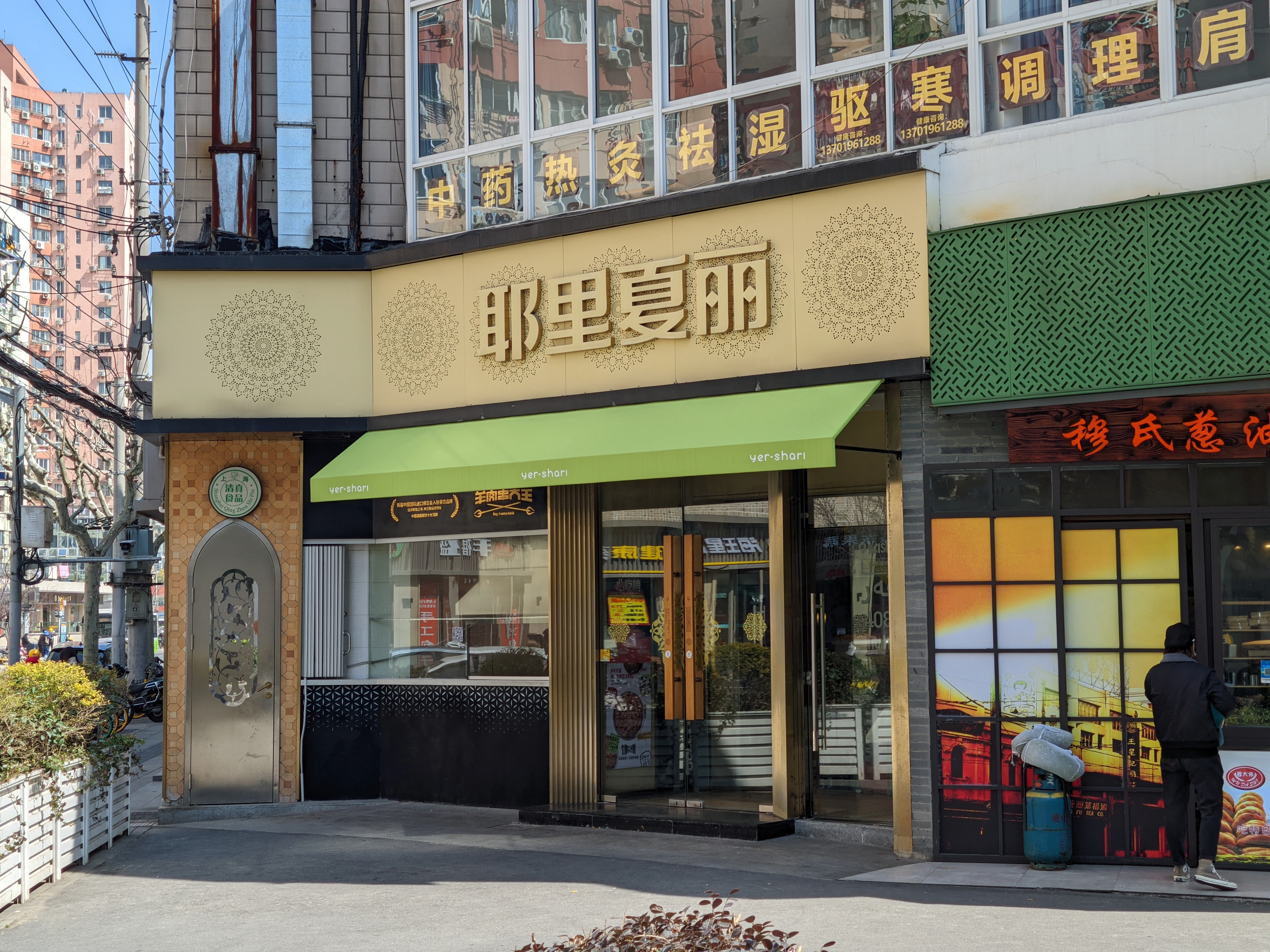
耶里夏丽田林店

耶里夏丽是中華人民共和國上海市一家以新疆菜为主的連鎖餐厅，耶里夏丽在维吾尔语中的意思是地球。該飯店成立於1998年，由几位新疆人开创。截至2020年，耶里夏麗在上海开有16家，苏州開有1家。90%的职工来自贫困地区、民族地区。

## 歷史
耶里夏丽一名於2003年由一名來自新疆的員工克里木所起。
2013年11月，耶里夏丽委托一家名為「北京北大纵横管理咨询有限责任公司」的咨询公司为其提供咨询服务，该咨詢公司的一名合伙人錢某某讓自己投資的餐饮公司模仿耶里夏麗模式，使得該公司从经营铁板面变为主营新疆菜，并开了10余家连锁店。耶里夏丽認為自己受到了冲击，並将「北京北大纵横管理咨询有限责任公司」和錢某某全部告上了法院。2017年7月27日，上海知识产权法院做出審判。要求「北京北大纵横管理咨询有限责任公司」应于判决生效之日起立即销毁所有与耶里夏丽有关的文件资料，並支付耶里夏丽违约金225万元。
2020年1月23日，耶里夏丽因2019冠狀病毒病疫情关闭全部17家门店，只保留了部分店的外卖经营。3月，耶里夏丽17家分店的堂食服务全部恢复开放。